# Sifitubanua
Sifitubanua is een bestuurslaag in het regentschap Nias Selatan van de provincie Noord-Sumatra, Indonesië. Sifitubanua telt 1295 inwoners (volkstelling 2010).